# Sapium daphnoides
Sapium daphnoides är en törelväxtart som beskrevs av August Heinrich Rudolf Grisebach. Sapium daphnoides ingår i släktet Sapium och familjen törelväxter. Inga underarter finns listade i Catalogue of Life.